# Crkva sv. Tri kralja (Velika Erpenja)
Crkva Uznesenja Blažene Djevice Marije  je rimokatolička crkva u mjestu Velika Erpenja, općini Veliko Trgovišće zaštićeno kulturno dobro.

## Opis dobra
Tlocrtnu osnovu župne crkve sv. Tri Kralja čine pravokutna lađa, uže poligonalno svetište te sakristija sa sjeverne strane i zvonik pred zapadnim pročeljem. U zapadnom dijelu lađe smješteno je pjevalište oslonjeno na dva stupa, a prostor pod njim svođen je češkim kapama. Vanjskim izgledom dominira vitak zvonik. Crkva je građena u 17. st. kao primjer tzv. "romantiziranja baroka", tj. oponašanja gotičkog stila u srednjoeuropskom baroku. Visoka prizemnica župnog dvora nalazi se SZ od crkve. Pravokutnog je tlocrta s ulazom na kraćoj, južnoj strani okrenutoj prema crkvi, neukrašene vanjštine. Izgledom se veže na jednostavniju stambenu arhitekturu sredine 19. stoljeće.

## Zaštita
Pod oznakom Z-2497 zavedena je kao nepokretno kulturno dobro - pojedinačno, pravnog statusa zaštićena kulturnog dobra, klasificirano kao "sakralna graditeljska baština".